# Bailleulval
Bailleulval é uma comuna no departamento de Pas-de-Calais, norte da França.

## Geografia
Bailleulval é uma aldeia agrícola situada cerca de 14 km a sudoeste de Arras, na rodovia D1. O rio Crinchon passa através da comuna.

## População
| 249                                                              | 255 | 240 | 259 | 273 | 272 | 269 |
| Contagem do censo iniciada em 1962: População sem dupla contagem |     |     |     |     |     |     |

## Locais de interesse
- A igreja de São Martinho, datando do século XVIII.
- Os vestígios de um castelo do século XIII.
- Sepulturas de soldados britânicos mortos na Primeira Guerra Mundial.